# XB-15 (航空機)

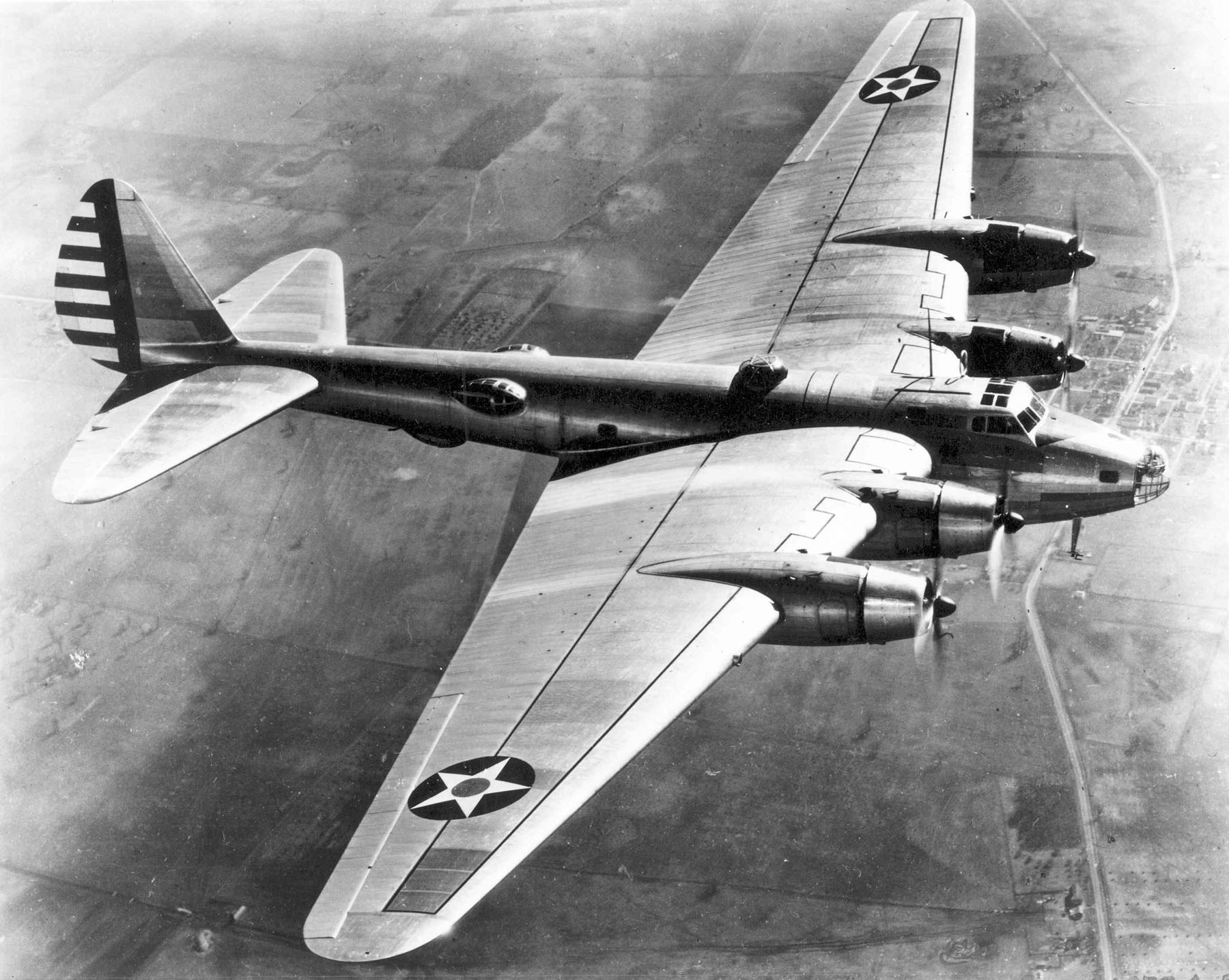
XB-15

ボーイング XB-15とはボーイング社がアメリカ陸軍航空隊向けに開発していた大型爆撃機である。

## 概要
XB-15は1933年にアメリカ陸軍航空司令部(USAAC)が構想した“Project-A”により開発された。これは5000マイル（約8000Km）飛行可能な長距離戦略爆撃機の実用化を検討するためのものであり、当初は“XBLR-1”（eXperimental Bomber Long Range）と呼称されていた。
ボーイング社では“model294”のコードネームで1934年より開発を開始し、試作機1機が製造され、さまざまな試験がこの機体で行われた。当初の目標である5000マイルの飛行は、技術的な問題のため数日に分けて実施された。
大型の機内には搭乗員が休憩を取れるように寝台などコンパートメントが装備されており、主翼も分厚かったため、内部通路より飛行中にエンジンの整備・修理も可能であった。
しかし、大型で大重量の機体にもかかわらず大馬力のエンジンが実用化されていなかったため、代替としてホイットニーR-1830-11を搭載して1937年10月に初飛行した。しかし試作機の性能は低く、実験機扱いのままで制式採用はされなかった。
しかしながら、この機体によって自動操縦システムや、翼の除氷装置、そして補助動力システムなどが実用化されており、それらはB-17をはじめ、これ以後に開発されたアメリカの航空機に装備されるようになった。
1機のみ製作された試作機は武装を撤去するなど改装を行い輸送機となり、XC-105と改称された。
尚、ボーイング社は航空会社の長距離旅客飛行艇の要望に対応し、XB-15の機体構造設計を流用してボーイング314飛行艇を製造している。

## 要目
- 乗員：10名[1]
- 全長：26.69 m[1]
- 全幅：45.41 m[1]
- 全高：5.91 m[1]
- 自重：17,104 kg[1]
- 全備重量：32,069 kg[1]
- エンジン：ホイットニー R-1830-11 レシプロ14気筒星型エンジン 4基（850馬力x4）[1]
- 最大速度：317 km/h[1]
- 航続距離：5,474 km[1]
- 武装：12.7mm機銃×3、7.62mm機銃×3、爆弾1,138kg[1]

## 登場作品
『桃太郎の海鷲』
鬼ヶ島の航空基地に駐機されていた爆撃機として登場。九九式艦上爆撃機から降下した猿の大群によって爆破されている。